# Alemuel

Alemuel (rechts) beim Poetry Slam Hildesheim, 2007

Alemuel [alemuˈεl] (* 1983 in Hessen; bürgerlich Alexandra Müller) ist eine deutsche Theaterautorin und Journalistin. Sie wurde als Performancekünstlerin durch ein Video des Kinderlieds Kleiner Hai bekannt, das sie Anfang 2007 auf YouTube veröffentlichte.

## Leben
Von 2003 bis 2009 studierte sie Kreatives Schreiben und Kulturjournalismus an der Universität Hildesheim.
Ihre Tätigkeiten gibt sie mit „Text, Theater, Performance, Pressearbeit, Assistenzen, Lektorate, Überleben“ an. Nach Angaben des Tagesspiegels wurde sie 2007 für ihr feministisches Poptheaterstück „Kitty White kommt“ bei einem Kölner Off-Theater-Wettbewerb ausgezeichnet und entwickelte weitere drei Performances mit den Namen „Müller.Wohlfahrt“ (2006), „Don’t cry. Work! FmbH“ (2007) und „Intim-Flohmarkt“ (2009). Müller arbeitet für den SWR.

## Kleiner Hai
Bekanntheit erreichte Alemuel durch das eineinhalb-minütige Video Kleiner Hai, das am 15. Januar 2007 auf YouTube gestellt wurde. Das Video entstand an einem Neujahrsvormittag nach einer Silvesterfeier in einer abgelegenen Hütte. Ein Partyteilnehmer traute Alexandra Müller nicht zu, dass sie ihre Albernheiten auch in der Öffentlichkeit vorzustellen wagt. Das Video wurde aufgenommen, um ihm das Gegenteil zu beweisen.
Anfang 2008 bot die Plattenfirma EMI Müller einen Plattenvertrag an, mit der Absicht, aus dem kleinen Hai einen Sommerhit zu machen und das Singspiel als Modetanz zu etablieren. Wie schon bei Grup Tekkan war nicht die Qualität der musikalischen Darbietung, sondern die Popularität der Selbstdarstellung im Internet ausschlaggebend für das Interesse. Am 30. Mai 2008, dem Tag, an dem Alemuel in The Dome 46 auftrat, erschien der mit Disco-Beat unterlegte Kleine-Hai-Song auf CD. Das Musikvideo ist ein Remix aus den Kleiner-Hai-Inszenierungen der YouTube-Gemeinde und gilt als ein Beispiel für Crowdsourcing in der Musikbranche.
Im Originalvideo sitzt Alemuel allein in einem großen Sessel in einer Zimmerecke und bietet das bewegte Singspiel „Baby-Hai“ dar, das auch in der Kinder- und Jugendgruppenarbeit verwendet wird.
Das Singspiel vom kleinen Hai skizziert durch dreisilbige Satzfragmente und die Interjektion „Dim Dim“ das Wachstum vom „Babyhai“ zum „Weißen Hai“. Schließlich macht der Hai Jagd auf ein Mädchen, verschlingt es am Ende des Liedes und wird dadurch ein „böser Hai“. Während der Darbietung wechselte Alemuel zwischen der Rolle eines verängstigten Mädchens und der einer gefräßigen Bestie.

## Rezeption
Bevor klassische Massenmedien auf Alemuel aufmerksam wurden, wurde ihr Video knapp drei Millionen Mal aufgerufen und mehr als zehntausend Mal kommentiert. Die Kommentare umfassten Spekulationen über die Entstehung des Videos, hämische Bemerkungen zu Alemuels Erscheinungsbild und zunehmend auch Verwunderung über den Erfolg des Videos.
Die Ausbreitung des Singspiels über YouTube schien weitgehend auf Deutschland beschränkt, wenngleich es auch Österreich, die Schweiz und sogar Afrika erreicht hat.
Nachdem die Netzeitung über Alemuel berichtet hatte, begannen sich auch weitere Medien für Alemuel und ihre Interpretation des kleinen Hais zu interessieren. In Boulevardmagazinen wurde der kleine Hai zum Nachfolger des Krokodils Schnappi erklärt, das mit einem Kinderlied drei Jahre zuvor im Internet populär geworden war und dann zum Nummer-1 Hit wurde.
Nachdem die Bravo Zweifel an Alemuels angeblichem Lebenslauf angemeldet hatte, bestätigte Alexandra Müller später in einem Interview, die Angaben erfunden zu haben. Daraufhin titelte BILD-Online „«Kleiner Hai»-Sängerin hat alle angelogen“.
Die Bunte merkte an:

„Wie schafft es dieses wirr dreinblickende, schlecht frisierte Mädchen mit ihrem infernalen Sprechgesang und Geklatsche so viel Aufmerksamkeit auf sich zu ziehen? … Anscheinend lieben wir es, wenn sich andere Menschen öffentlich zum Horst machen, um somit von unseren eigenen Peinlichkeiten abzulenken.“

Dagegen schrieb 2009 Der Tagesspiegel:

„Alexandra Müller hat keine Probleme damit, sich selbst auszustellen. Ein YouTube-Video zeigt sie, wie sie in zunehmend exaltierter Weise das Kinderlied ‚Kleiner Hai‘ in die Kamera singt. […] Müller deklarierte ihren Einstieg ins Musikgeschäft als performative Kunst und nahm unter dem Pseudonym Alemuel eine mit Dance-Sounds unterlegte Hitsingle auf. Das Video lief auf MTV, der Handyklingelton verkaufte sich spitze, Auftritte auf Mallorca und in Großraumdiskotheken folgten. Von den Tantiemen lebt Müller noch heute.“

## Diskografie
- 2008: Kleiner Hai (Dim Dim …) (Single)